# سینه‌سرخ زرد غربی
سینه‌سرخ زرد غربی (نام علمی: Eopsaltria griseogularis) نام یک گونه از سرده سینه‌سرخ‌های زرد است. 